# Javier García Rubio
Pour les articles homonymes, voir Javier García.
Francisco Javier García Rubio, dit Javier Garcia, né le 7 janvier 1990, est un joueur espagnol de handball issu du centre de formation du FC Barcelone (handball) et évoluant au poste de pivot.
Il rejoint le HBC Nantes en 2013, où il retrouve notamment son ancien coéquipier du BM Aragon, Jorge Maqueda. Dès la saison suivante, le club nantais se sépare de lui au profit d'Igor Anic. Il retourne alors en Espagne et signe avec le club de Naturhouse La Rioja.